# Condado de Brunswick (Virginia)
El condado de Brunswick (en inglés: Brunswick County) es un condado en el estado estadounidense de Virginia. En el censo de 2000 el condado tenía una población de 18.419 habitantes. La sede de condado es Lawrenceville. El condado fue formado en 1720 a partir de una porción del condado de Prince George. Fue nombrado en honor al Ducado de Brunswick-Luneburgo, uno de los títulos ostentados por los monarcas británicos de la casa de Hannover.

## Geografía
Según la Oficina del Censo, el condado tiene un área total de 1.475 km² (569 sq mi), de la cual 1.466 km² (566 sq mi) es tierra y 8 km² (3 sq mi) (0,57%) es agua.

### Condados adyacentes
- Condado de Nottoway (norte)
- Condado de Dinwiddie (noreste)
- Condado de Greensville (este)
- Condado de Warren, Carolina del Norte (sur)
- Condado de Mecklenburg (oeste)
- Condado de Lunenburg (noroeste)

## Demografía
En el  censo de 2000, hubo 18.419 personas, 6.277 hogares y 4.312 familias residiendo en el condado. La densidad poblacional era de 32 personas por milla cuadrada (13/km²). En el 2000 había 7.541 unidades unifamiliares en una densidad de 13 por milla cuadrada (5/km²). La demografía del condado era de 41,99% blancos, 56,85% afroamericanos, 0,09% amerindios, 0,22% asiáticos, 0,01% isleños del Pacífico, 0,34% de otras razas y 0,51% de dos o más razas. 1,25% de la población era de origen hispano o latino de cualquier raza. 
La renta promedio para un hogar del condado era de $31.288 y el ingreso promedio para una familia era de $38.354. En 2000 los hombres tenían un ingreso medio de $26.924 versus $20.550 para las mujeres. La renta per cápita para el condado era de $14.890 y el 16,50% de la población estaba bajo el umbral de pobreza nacional.

## Ciudades y pueblos
- Alberta
- Brodnax
- Lawrenceville